# NGC 6791
NGC 6791 ist ein offener Sternhaufen im Sternbild Leier, welcher etwa 17.000 Lichtjahre von der Erde entfernt ist. Der Sternhaufen besitzt ein Alter zwischen 4 und 8 Milliarden Jahren und ist damit einer der ältesten bekannten offenen Sternhaufen. Jüngste Untersuchungen mit dem Hubble-Weltraumteleskop ließen zunächst zwei weitere Sternengenerationen erkennen, welche etwa 4 und 6 Milliarden Jahre alt seien und zunächst nicht mit dem Alter des Sternhaufens in Einklang gebracht werden konnten. Als Erklärung dieses Phänomens wurde die sehr hohe Zahl an engen, teils interagierenden Doppelsternsystemen mit einem oder zwei Weißen Zwergen gefunden, sodass die Altersangabe und die beobachtete Sternenpopulation in Einklang gebracht werden konnten.
Der offene Sternhaufen NGC 6791 wurde im Dezember 1853 von dem deutschen Astronomen Friedrich August Theodor Winnecke entdeckt.